# Ungdoms-VM i håndbold 2011 (mænd)
Ungdomsverdensmesterskabet i håndbold for mænd 2011 var det 4. ungdoms-VM i håndbold for mænd, og slutrunden med deltagelse af 20 hold blev afviklet i to arenaer i Mar del Plata, Argentina i perioden 10. – 20. august 2011. Spillere født i 1992 eller senere kunne deltage i mesterskabet.
Turneringen blev vundet af Danmark, som i finalen besejrede Spanien med 24-22. Bronzemedaljerne blev vundet af Sverige, som vandt 28-24 over Frankrig. Det var anden gang i turneringens historie, at Danmark sikrede sig titlen – første gang var i 2007. Spanien havde aldrig tidligere vundet medaljer ved ungdoms-VM for mænd, mens det var tredje gang i træk, at det svenske hold vandt bronzemedaljer.

## Slutrunde

### Værtsland og arenaer
Slutrunden blev afviklet i Mar del Plata, Argentina. Argentina var ungdoms-VM-værtsland for første gang. Kampene blev afviklet i to arenaer:
| Arena                                | By            | Tilskuerpladser |
| ------------------------------------ | ------------- | --------------- |
| Estadio Polideportivo Islas Malvinas | Mar del Plata | 8.000           |
| Estadio Once Unidos                  | Mar del Plata | 1.500           |

### Hold

#### Kvalifikation
I Afrika gjaldt juniorafrikamesterskabet 2010 som kvalifikation. Mesterskabet blev afholdt i Libreville, Gabon i perioden 24. – 30. juli 2010, og de tre VM-pladser gik til de tre bedst placerede hold ved mesterskabet: Egypten, Tunesien og Gabon.
Asien fandt sine tre deltagere ved ungdomsasienmesterskabet 2010, som blev afholdt i Abu Dhabi, Forenede Arabiske Emirater i perooden 3. – 15. juli 2010. De tre bedste hold ved mesterskabet, Qatar, Sydkorea og Bahrain, kvalificerede sig til VM-slutrunden.
Fra Europa kvalificerede ni bedste hold fra U.18-EM 2010 sig til slutrunden. Derudover var Europas deltager ved ungdoms-OL 2010, Frankrig, også kvalificeret til slutrunden.
I Panamerika talte ungdomspanamerikamesterskabet 2011, som blev afholdt i Barquisimeto, Venezuela den 1. – 5. maj 2011, som kvalifikationsstævne. Herfra kvalificerede Brasilien og Chile sig til slutrunden. Derudover var Argentina som værtsland automatisk deltager.
Endelig var Oceanien blevet tildelt én plads ved VM-slutrunden, og den plads gik til New Zealand.

### Lodtrækning
Lodtrækningen til gruppeinddelingen i den indledende runde blev foretaget den 21. maj 2011 i Thessaloniki. Inden lodtrækningen var holdene blev fordelt i fem seedningslag.
| Seedningslag 1 |
| -------------- |
| Kroatien       |
| Spanien        |
| Danmark        |
| Egypten        |

| Seedningslag 2 |
| -------------- |
| Tyskland       |
| Frankrig       |
| Serbien        |
| Schweiz        |

| Seedningslag 3 |
| -------------- |
| Sverige        |
| Qatar          |
| Argentina      |
| Tunesien       |

| Seedningslag 4 |
| -------------- |
| Sydkorea       |
| Gabon          |
| Slovenien      |
| Brasilien      |

| Seedningslag 5 |
| -------------- |
| Bahrain        |
| New Zealand    |
| Rusland        |
| Chile          |

Lodtrækningen resulterede i følgende gruppesammensætning.
| Gruppe A  |
| --------- |
| Kroatien  |
| Serbien   |
| Sverige   |
| Slovenien |
| Bahrain   |

| Gruppe B    |
| ----------- |
| Egypten     |
| Frankrig    |
| Qatar       |
| Brasilien   |
| New Zealand |

| Gruppe C |
| -------- |
| Danmark  |
| Tyskland |
| Tunesien |
| Sydkorea |
| Rusland  |

| Gruppe D  |
| --------- |
| Spanien   |
| Schweiz   |
| Argentina |
| Gabon     |
| Chile     |

### Indledende runde
De 20 hold var inddelt i fire grupper med fem hold i hver. I hver gruppe spillede de fem hold en enkeltturnering alle-mod-alle, og de to bedste hold fra hver gruppe gik videre til kvartfinalerne. Holdene, der sluttede som nr. 3, 4 eller 5 i hver gruppe, spillede videre i placeringsrunden om 9.- til 20.-pladserne.
Kampene i gruppe A og D blev spillet i Estadio Polideportivo Islas Malvinas, mens kampene i gruppe B og C afvikledes i Estadio Once Unidos.

#### Gruppe A
| Dato  | Tid   | Kamp                 | Res.  | Pause |
| ----- | ----- | -------------------- | ----- | ----- |
| 10.8. | 16:30 | Serbien – Slovenien  | 27–27 | 11-13 |
| 10.8. | 21:00 | Sverige – Bahrain    | 27–27 | 15-13 |
| 11.8. | 18:30 | Kroatien – Slovenien | 26–24 | 12-10 |
| 11.8. | 20:30 | Bahrain – Serbien    | 21–29 | 11-11 |
| 12.8. | 17:00 | Sverige – Kroatien   | 29–25 | 17-12 |
| 13.8. | 16:30 | Serbien – Sverige    | 29–30 | 14-17 |
| 13.8. | 17:00 | Slovenien – Bahrain  | 33–24 | 18-11 |
| 14.8. | 19:00 | Bahrain – Kroatien   | 22–32 | 10-12 |
| 15.8. | 14:00 | Kroatien – Serbien   | 22–22 | 11-10 |
| 15.8. | 16:00 | Slovenien – Sverige  | 30–30 | 16-15 |

| Hold      | Kampe | Mål     | Point |
| --------- | ----- | ------- | ----- |
| Sverige   | 4     | 116-111 | 6     |
| Kroatien  | 4     | 105-970 | 5     |
| Slovenien | 4     | 114-107 | 4     |
| Serbien   | 4     | 107-100 | 4     |
| Bahrain   | 4     | 094-121 | 1     |

#### Gruppe B
| Dato  | Tid   | Kamp                    | Res.  | Pause |
| ----- | ----- | ----------------------- | ----- | ----- |
| 10.8. | 14:30 | Frankrig – Brasilien    | 32–31 | 18-14 |
| 10.8. | 19:00 | Qatar – New Zealand     | 53–14 | 34-60 |
| 11.8. | 14:30 | Egypten – Brasilien     | 38–21 | 20-80 |
| 11.8. | 16:30 | New Zealand – Frankrig  | 16–55 | 09-26 |
| 12.8. | 19:00 | Qatar – Egypten         | 23–24 | 11-13 |
| 13.8. | 14:30 | Brasilien – New Zealand | 54–14 | 31-70 |
| 13.8. | 19:00 | Frankrig – Qatar        | 25–22 | 15-12 |
| 14.8. | 18:00 | New Zealand – Egypten   | 12–49 | 05-26 |
| 15.8. | 16:30 | Egypten – Frankrig      | 27–32 | 15-16 |
| 15.8. | 20:00 | Brasilien – Qatar       | 32–27 | 14-14 |

| Hold        | Kampe | Mål     | Point |
| ----------- | ----- | ------- | ----- |
| Frankrig    | 4     | 144-960 | 8     |
| Egypten     | 4     | 138-880 | 6     |
| Brasilien   | 4     | 138-111 | 4     |
| Qatar       | 4     | 126-940 | 2     |
| New Zealand | 4     | 056-211 | 0     |

#### Gruppe C
| Dato  | Tid   | Kamp                | Res.  | Pause |
| ----- | ----- | ------------------- | ----- | ----- |
| 10.8. | 18:30 | Tyskland – Sydkorea | 40–30 | 16-17 |
| 10.8. | 20:30 | Tunesien – Rusland  | 26–28 | 14-14 |
| 11.8. | 18:30 | Danmark – Sydkorea  | 29–26 | 12-16 |
| 11.8. | 20:30 | Rusland – Tyskland  | 26–34 | 15-19 |
| 12.8. | 16:30 | Tunesien – Danmark  | 27–27 | 14-15 |
| 13.8. | 18:30 | Sydkorea – Rusland  | 29–29 | 13-14 |
| 13.8. | 20:30 | Tyskland – Tunesien | 29–26 | 13-14 |
| 14.8. | 21:00 | Rusland – Danmark   | 23–29 | 12-14 |
| 15.8. | 14:30 | Sydkorea – Tunesien | 31–29 | 16-15 |
| 15.8. | 20:30 | Danmark – Tyskland  | 24–27 | 10-16 |

| Hold     | Kampe | Mål     | Point |
| -------- | ----- | ------- | ----- |
| Tyskland | 4     | 130-106 | 8     |
| Danmark  | 4     | 109-103 | 5     |
| Sydkorea | 4     | 116-127 | 3     |
| Rusland  | 4     | 106-118 | 3     |
| Tunesien | 4     | 108-115 | 1     |

#### Gruppe D
| Dato  | Tid   | Kamp                | Res.  | Pause |
| ----- | ----- | ------------------- | ----- | ----- |
| 10.8. | 15:00 | Argentina – Chile   | 30–22 | 14-11 |
| 10.8. | 17:00 | Schweiz – Gabon     | 44–24 | 23-90 |
| 11.8. | 14:30 | Spanien – Gabon     | 33–13 | 16-60 |
| 11.8. | 16:30 | Chile – Schweiz     | 16–31 | 08-16 |
| 12.8. | 15:00 | Argentina – Spanien | 23–25 | 12-13 |
| 13.8. | 15:00 | Schweiz – Argentina | 23–20 | 10-12 |
| 13.8. | 21:00 | Gabon – Chile       | 15–24 | 7-8   |
| 14.8. | 21:00 | Chile – Spanien     | 15–28 | 09-11 |
| 15.8. | 18:00 | Gabon – Argentina   | 24–37 | 13-20 |
| 15.8. | 18:30 | Spanien – Schweiz   | 28–29 | 13-10 |

| Hold      | Kampe | Mål     | Point |
| --------- | ----- | ------- | ----- |
| Schweiz   | 4     | 128-880 | 8     |
| Spanien   | 4     | 114-800 | 6     |
| Argentina | 4     | 110-940 | 4     |
| Chile     | 4     | 077-104 | 2     |
| Gabon     | 4     | 076-138 | 0     |

### Finalekampe
Otte hold var gået videre til kvartfinalerne fra den indledende runde, og herfra blev turneringen afviklet som en ren cupturnering. Taberne i kvartfinalerne spillede videre om 5.- til 8.-pladsen, mens taberne i semifinalerne spillede om bronzemedaljerne i bronzekampen.
| \| Dato \| Tid \| Kamp \| Res. \| Pause \| \| Kvartfinaler \| Kvartfinaler \| Kvartfinaler \| Kvartfinaler \| Kvartfinaler \| \| ------------ \| ------------ \| ------------------- \| ------------ \| ------------ \| \| 17.8. \| 17:30 \| Sverige – Egypten \| 26–25 \| 11-12 \| \| 17.8. \| 17:30 \| Frankrig – Kroatien \| 31–30 \| 11-12 \| \| 17.8. \| 20:00 \| Spanien – Tyskland \| 25–22 \| 14-10 \| \| 17.8. \| 20:00 \| Danmark – Schweiz \| 37–20 \| 17-10 \| \| Semifinaler \| \| \| \| \| \| 18.8. \| 17:30 \| Sverige – Spanien \| 23–24 \| 10-11 \| \| 18.8. \| 20:00 \| Frankrig – Danmark \| 26–29 \| 16-13 \| \| Bronzekamp \| \| \| \| \| \| 20.8. \| 14:30 \| Sverige – Frankrig \| 28–24 \| 15-10 \| \| Finale \| \| \| \| \| \| 20.8. \| 17:00 \| Spanien – Danmark \| 22–24 \| 17-13 \| |       |                     |       |       |
| Dato | Tid   | Kamp                | Res.  | Pause |
| Kvartfinaler |       |                     |       |       |
| 17.8. | 17:30 | Sverige – Egypten   | 26–25 | 11-12 |
| 17.8. | 17:30 | Frankrig – Kroatien | 31–30 | 11-12 |
| 17.8. | 20:00 | Spanien – Tyskland  | 25–22 | 14-10 |
| 17.8. | 20:00 | Danmark – Schweiz   | 37–20 | 17-10 |
| Semifinaler |       |                     |       |       |
| 18.8. | 17:30 | Sverige – Spanien   | 23–24 | 10-11 |
| 18.8. | 20:00 | Frankrig – Danmark  | 26–29 | 16-13 |
| Bronzekamp |       |                     |       |       |
| 20.8. | 14:30 | Sverige – Frankrig  | 28–24 | 15-10 |
| Finale |       |                     |       |       |
| 20.8. | 17:00 | Spanien – Danmark   | 22–24 | 17-13 |

### Placeringskampe
Placeringskampene om 5.- til 8.-pladsen havde deltagelse af de fire hold, der blev slået ud i kvartfinalerne. Holdene mødtes først i to semifinaler, hvorfra vinderne gik videre til kampen om 5.-pladsen, mens taberne måtte tage til takke med at spille om 7.-pladsen.
| Dato               | Tid         | Kamp                | Res.        | Pause       |
| Semifinaler        | Semifinaler | Semifinaler         | Semifinaler | Semifinaler |
| ------------------ | ----------- | ------------------- | ----------- | ----------- |
| 18.8.              | 17:30       | Egypten – Tyskland  | 29–28       | 15-11       |
| 18.8.              | 20:00       | Kroatien – Schweiz  | 23–32       | 10-13       |
| Kamp om 7.-pladsen |             |                     |             |             |
| 20.8.              | 09:30       | Tyskland – Kroatien | 29–28       | 17-15       |
| Kamp om 5.-pladsen |             |                     |             |             |
| 20.8.              | 12:00       | Egypten – Schweiz   | 25–24       | 13-12       |

| Samlet rangering | Samlet rangering |
| ---------------- | ---------------- |
| 5.               | Egypten          |
| 6.               | Schweiz          |
| 7.               | Tyskland         |
| 8.               | Kroatien         |

Placeringskampene om 9.- til 12.-pladsen havde deltagelse af de fire hold, der endte på tredjepladserne i grupperne i den indledende runde. Holdene mødtes først i to semifinaler, hvorfra vinderne gik videre til kampen om 9.-pladsen, mens taberne måtte tage til takke med at spille om 11.-pladsen.
| Dato                | Tid         | Kamp                  | Res.        | Pause       |
| Semifinaler         | Semifinaler | Semifinaler           | Semifinaler | Semifinaler |
| ------------------- | ----------- | --------------------- | ----------- | ----------- |
| 17.8.               | 15:00       | Slovenien – Brasilien | 32–27       | 16-15       |
| 17.8.               | 15:00       | Sydkorea – Argentina  | 27–32       | 10-15       |
| Kamp om 11.-pladsen |             |                       |             |             |
| 18.8.               | 15:00       | Brasilien – Sydkorea  | 31–36       | 16-18       |
| Kamp om 9.-pladsen  |             |                       |             |             |
| 18.8.               | 15:00       | Slovenien – Argentina | 32–29       | 16-17       |

| Samlet rangering | Samlet rangering |
| ---------------- | ---------------- |
| 9.               | Slovenien        |
| 11.              | Argentina        |
| 10.              | Sydkorea         |
| 12.              | Brasilien        |

Placeringskampene om 13.- til 16.-pladsen havde deltagelse af de fire hold, der endte på fjerdepladserne i grupperne i den indledende runde. Holdene mødtes først i to semifinaler, hvorfra vinderne gik videre til kampen om 13.-pladsen, mens taberne måtte tage til takke med at spille om 15.-pladsen.
| Dato                | Tid         | Kamp              | Res.        | Pause       |
| Semifinaler         | Semifinaler | Semifinaler       | Semifinaler | Semifinaler |
| ------------------- | ----------- | ----------------- | ----------- | ----------- |
| 17.8.               | 12:45       | Serbien – Qatar   | 33–22       | 17-12       |
| 17.8.               | 12:45       | Rusland – Chile   | 41–29       | 21-17       |
| Kamp om 15.-pladsen |             |                   |             |             |
| 18.8.               | 12:45       | Qatar – Chile     | 35–24       | 14-11       |
| Kamp om 13.-pladsen |             |                   |             |             |
| 18.8.               | 12:45       | Serbien – Rusland | 29–34       | 13-17       |

| Samlet rangering | Samlet rangering |
| ---------------- | ---------------- |
| 13.              | Rusland          |
| 14.              | Serbien          |
| 15.              | Qatar            |
| 16.              | Chile            |

Placeringskampene om 17.- til 20.-pladsen havde deltagelse af de fire hold, der endte på femtepladserne i grupperne i den indledende runde. Holdene mødtes først i to semifinaler, hvorfra vinderne gik videre til kampen om 17.-pladsen, mens taberne måtte tage til takke med at spille om 19.-pladsen.
| Dato                | Tid         | Kamp                  | Res.        | Pause       |
| Semifinaler         | Semifinaler | Semifinaler           | Semifinaler | Semifinaler |
| ------------------- | ----------- | --------------------- | ----------- | ----------- |
| 17.8.               | 10:30       | Bahrain – New Zealand | 61–20       | 31-80       |
| 17.8.               | 10:30       | Tunesien – Gabon      | 27–14       | 13-10       |
| Kamp om 19.-pladsen |             |                       |             |             |
| 18.8.               | 10:30       | New Zealand – Gabon   | 21–35       | 09-13       |
| Kamp om 17.-pladsen |             |                       |             |             |
| 18.8.               | 10:30       | Bahrain – Tunesien    | 32–30       | 17-15       |

| Samlet rangering | Samlet rangering |
| ---------------- | ---------------- |
| 17.              | Bahrain          |
| 18.              | Tunesien         |
| 19.              | Gabon            |
| 20.              | New Zealand      |

### Medaljevindere
| Guld | Sølv | Bronze |
| --- | --- | --- |
| Danmark | Spanien | Sverige |
| Thorsten Fries Nicolai N. Pedersen Tobias H. Ellebæk Martin Larsen Kasper Young Andersen Rasmus Rokkjær Casper Thiel Jannick Lenthe Theis Bågø Tim D. Sørensen Kenneth Bach Hansen Bjarke Christensen Lars Mousing Nielsen Kasper Kisum Nicolai N. Sommer Viktor Lind | Carlos Donderis Vegas Alejandro Rohaly Viseras Tomas Moreira Rodriguez Ignacio Plaza Jimenez Sebastian Kramarz Novinsky A. Costoya Rodriguez David Chapela Pastoriza Joan Amigo Boada A. Dujshebaev Dobichebaeva Aitor Arino Bengoechea Carlos Barbero Cheli Josep Reixach i Prat Victor Saez Lozano Juan Fernandez Sanchez Pablo Cacheda Gonzalez Ferran Sole Sala | Henrik Nordhlander Andreas Berg Johannes Jonsson Sebastian Nygren Gustaf Thulin Robert Månsson Jim Gottfridsson Helge Freiman Daniel Pettersson Anton Blickhammar Linus Persson Anton Hellberg Philip Stenmalm Hampus Wanne Viktor Östlund Alxander Morsten |

### All star-hold
| Position     | Spiller               |
| ------------ | --------------------- |
| Målmand      | Viktor Lind           |
| Venstre fløj | Hugo Descat           |
| Venstre back | Theis Bågø            |
| Playmaker    | Aitor Arino           |
| Højre back   | Martin Larsen         |
| Højre fløj   | Mario Sostarcic       |
| Stregspiller | Ignacio Plaza Jimenez |

### Andre udmærkelser
| Kåring                  | Spiller          |
| ----------------------- | ---------------- |
| Mest værdifulde spiller | Jim Gottfridsson |
| Mest lovende spiller    | Nicolai Pedersen |

### Topscorere
| Antal  | Spiller          |
| ------ | ---------------- |
| 58 mål | Jim Gottfridsson |
| 55 mål | Hugo Descat      |
| 55 mål | Lee Hyeon-Sik    |
| 53 mål | Nicolas Rämy     |
| 51 mål | Mario Sostaric   |
| 51 mål | Yorick Aubyang   |
| 49 mål | A. Dereven       |
| 45 mål | Julius Kuhn      |
| 44 mål | Ante Kaleb       |
| 44 mål | Ali Saleh        |